# Michał Okoński (lekarz)
Michał Okoński (ur. 3 czerwca 1892 w Łopienniku koło Krasnegostawu, zm. 7 października 1956 w Warszawie) – polski lekarz internista.

## Życiorys
Studiował w Zurychu i Krakowie. W latach 1919–1921 pracował w Nadzwyczajnym Komisariacie do Walki z Epidemiami i prowadził szpital epidemiczny. Od 1925 roku związany był z Warszawą, gdzie pracował jako lekarz szkolny oraz internista w Ubezpieczalni Społecznej. Od 1929 roku był członkiem Towarzystwa Lekarskiego Warszawskiego. Od 1934 roku piastował funkcję kierownika Szpitala Kolejowego przy ul. Brzeskiej w Warszawie. 
W trakcie okupacji niemieckiej był w latach 1940–1942 więźniem niemieckiego-nazistowskiego obozu koncentracyjnego KL Auschwitz-Birkenau. Po powrocie do Warszawy, ponownie nadzorował szpital przy Brzeskiej, który uratowało od zniszczenia w wyniku działań wojennych podczas powstania warszawskiego (podczas powstania lekarz w tymże szpitalu).
Po wojnie przyczynił się do rozbudowy i unowocześnienia Szpitala Kolejowego przy ul. Brzeskiej.
Był współzałożycielem kwartalnika Lekarz Kolejowy.

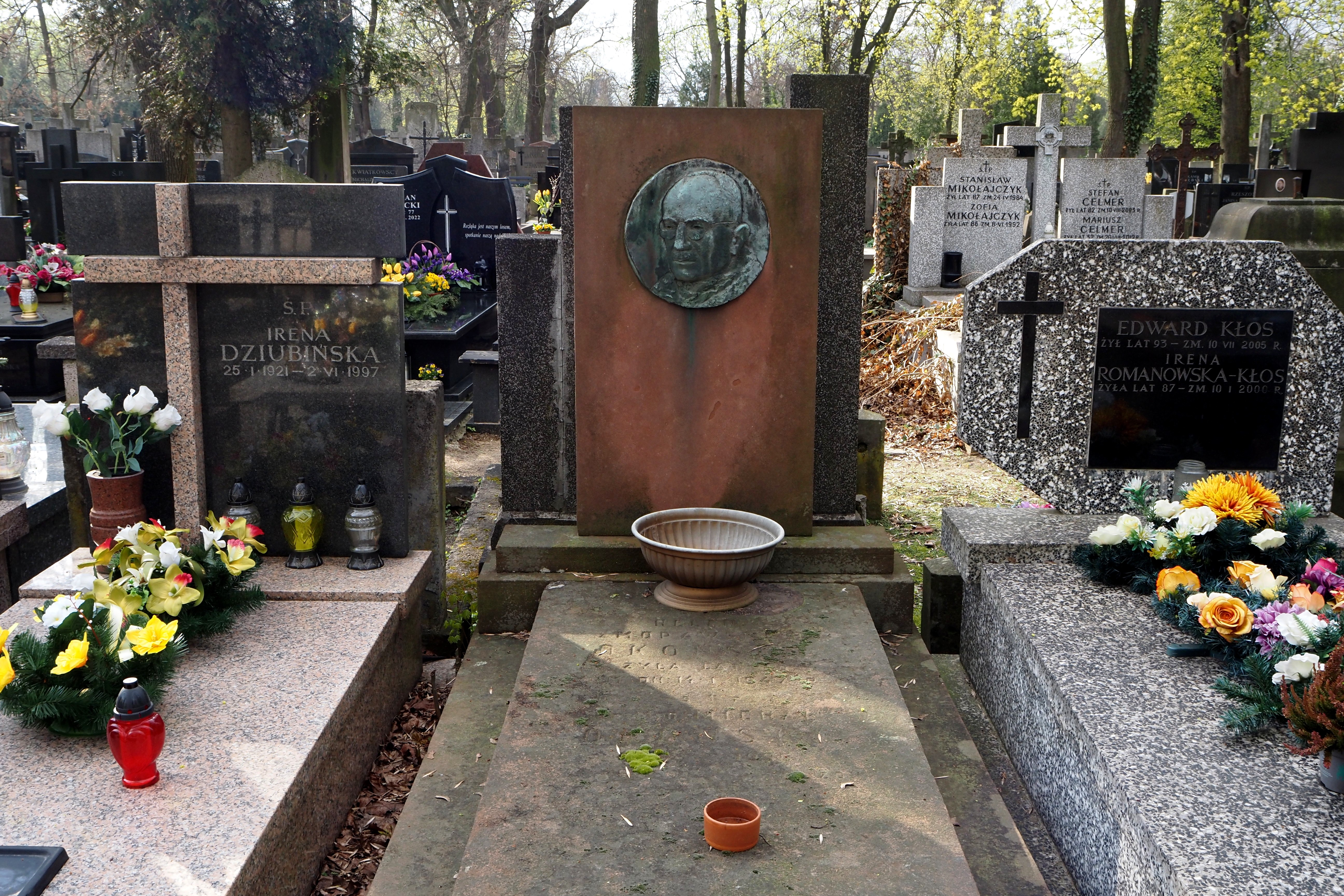
Grób dr Michała Okońskiego na Cmentarzu Bródnowskim

Zmarł 7 października 1956 roku. Pochowany został na cmentarzu bródnowskim w Warszawie (Sektor: 4C / Rząd: 3 / Numer grobu: 15).
Był patronem Szpital im. Michała Okońskiego (nr 12) w Warszawie (w latach 2008–2009 nastąpiła likwidacja szpitala).
W Łopienniku Podleśnym znajduje się zachowany dwór z 1920 roku, który służył jako letnia rezydencja Michała Okońskiego.